# Контрзатопление
Контрзатопление (англ. counterflood) — в теории непотопляемости и борьбе за живучесть: устранение крена и дифферента судна путём затопления отсеков, симметричных с поврежденными.
Для спрямления судна и для восстановления уменьшающейся при этом остойчивости специально производят контрзатопление отсеков, создавая равные по величине, но обратные по значению моменты сил, воздействующих на судно. Например, если пробоина в левом борту в носу судна, то для спрямления положения судна в воде затопляют кормовой отсек по правому борту с равным моментом, увеличивая этим осадку судна, но улучшая остойчивость и сохраняя мореходность.
Принцип контрзатопления отсеков был впервые предложен С. О. Макаровым в 1875 году. В 1903 году А. Н. Крыловым были предложены таблицы непотопляемости, в которых заранее рассчитаны кренящие и дифферентующие моменты, возникающие при затоплении одного или группы отсеков, это сделало возможным практическое применение мер по контрзатоплению в сложной обстановке. Сейчас такие таблицы составляются для всех кораблей.